# Fernando Geraldes
Fernando Rafael Geraldes Siragusa (* 10. November 1959 in Santo Domingo) ist ein dominikanischer Dirigent, Chorleiter, Musikpädagoge und Sänger.

## Leben
Geraldes hatte in seiner Jugend Unterricht in den Fächern Violine, Klavier und Musiktheorie. 1977 ging er nach Europa. Hier studierte er an der Universität Trier bei Sergiu Celibidache, war Assistent von Gennadi Roschdestwenski am Wiener Konservatorium und Schüler von Franco Ferrara an der Accademia Chigiana in Siena. 1985 bzw. 1986 erhielt er in Wien die Diplome als Orchester- und Chordirigent.
1985 wurde er Musikdirektor an der Wiener Paulanerkirche und zwei Jahre später Direktionsassistent der Wiener Kammeroper. 1989 ließ er sich in Paris nieder, wo er als Chorleiter der Kirche Saint-Germain-des-Prés und Lehrer und Chorleiter am Konservatorium von Monthery wirkte. Zugleich war er Sänger im Ensemble Vocal Michel Piquemal und wirkte an mehreren von dessen Plattenaufnahmen mit. Im selben Jahr vertrat Geraldes beim Curso de Directores de Orquestas Latinoamericanas in Caracas die Dominikanische Republik und führte mit dem Wiener Orchester Pro Musica Mozarts Requiem und Strawinskis Messe auf.
1992 wirkte er als stellvertretender Direktor an der Uraufführung von Antonio Bragas Oper 1492 am Teatro Nacional in Santo Domingo mit. Danach leitete er bis 1994 den Pariser Coro Musici Europeae. Bereits seit 1985 arbeitete er mit dem Orquesta Sinfónica Nacional de la República Dominicana zusammen, von 1991 bis 1992 als Gastdirigent und ab 1996 als stellvertretender Chefdirigent. Geraldes ist seit 1997 Professor am Conservatorio Nacional de Música und leitet dessen Studentenorchester. Leiter des Coro Nacional de la República Dominicana ist er seit 1998. Im gleichen Jahr trat er am Teatro Nacional in einer Inszenierung von Verdis La traviata unter Leitung von Carlos Piantini in der Rolle des Gastone auf.